# وزیر تاج
وزیر تاج یک اصطلاح قانونی رسمی است که در قلمروهای مشترک المنافع برای توصیف وزیر یک پادشاه یا نایب السلطنه در حال حکومت استفاده می‌شود. این اصطلاح نشان می‌دهد که وزیر به رضایت اعلیحضرت/علیاحضرت خدمت می‌کند و به فرمانروا یا نایب السلطنه در مورد نحوه اعمال امتیازات تاج مربوط به وزارتخانه آن وزیر مشاوره می‌دهد.

## وزارتخانه‌ها
در قلمروهای مشترک المنافع، به حاکم یا نایب السلطنه به‌طور رسمی توسط یک نهاد بزرگتر به نام شورای خصوصی یا شورای اجرایی مشاوره داده می‌شود، اگرچه، در عمل، به آنها توسط زیرمجموعه ای از این شوراها مشاوره داده می‌شود: هیئت جمعی وزرای تاج موسوم به وزارتخانه. وزارتخانه را نباید با کابینه اشتباه گرفت، زیرا ممکن است وزرای تاج خارج از کابینه باشند. در بریتانیا، وزرا نمایندگان مجلس عوام و اعضای مجلس اعیان هستند که در دولت حضور دارند.